# Munnopsurus murrayi
Munnopsurus murrayi is een pissebed uit de familie Munnopsidae. De wetenschappelijke naam van de soort is voor het eerst geldig gepubliceerd in 1903 door Walker.